# Koshare
Kosharja (albanska: Koshare/Kosharja, serbiska: Košare) är en by i Kosovo. Den ligger i kommunen Ferizaj. Enligt den senaste folkräkningen år 2011 fanns det 2 077 invånare.

## Demografi
| Demografi    | 2011 |
| ------------ | ---- |
| albaner      | 2019 |
| Ashkalier    | 57   |
| odeklarerade | 2    |